# سن-تیت-ده-کپ، کبک
سن-تیت-ده-کپ (به فرانسوی: Saint-Tite-des-Caps) شهری در منطقه شهری لا کوت-دو-بوپره ناحیه کاپیتل-ناسیونال در استان کبک کانادا است. در سرشماری سال ۲۰۱۱ این شهر ۱٬۴۴۲ نفر جمعیت داشته‌است و مساحت آن ۱۳۰٫۰۱ کیلومتر مربع است.